# Wilfred Bouma
Wilfred Bouma (* 15. Juni 1978 in Helmond) ist ein ehemaliger niederländischer Fußballspieler.

## Karriere
Der vielseitige Mittelfeldspieler, der auch in der Innenverteidigung spielen kann, begann seine Karriere bei seinem Heimatklub Helmond Sport. Als Jugendlicher kam er 1994 das erste Mal zur PSV Eindhoven. 1997/1998 spielte er für ein Jahr bei MVV Maastricht und 1998/99 bei Fortuna Sittard. 1999 kam er wieder zurück zur PSV Eindhoven. Während der Saison 2005/2006 ging Bouma zu Aston Villa. Der Club aus Birmingham ließ Boumas Vertrag nach einem schweren Knöchelbruch zum 31. Mai 2010 auslaufen. Anschließend hielt Bouma sich bei seinem ehemaligen Verein PSV in Eindhoven fit. Am 30. August 2010 wurde der Wechsel von Bouma zu seinem früheren Arbeitgeber perfekt. Hier spielte er noch drei Jahre. Nach Auslaufen seines Vertrags hielt er sich zu Anfang der Saison 2013/14 bei Helmond Sport fit. Seine Karriere beendete er jedoch bei der PSV Eindhoven.
Sein Debüt in der niederländischen Nationalmannschaft gab er am 2. September 2000 gegen Irland (2:2). Bei der Fußball-Europameisterschaft 2004 erzielte er in vier Einsätzen ein Tor; auch bei der EM 2008 stand er im Oranje-Kader und wurde in zwei Spielen eingesetzt. Sein letztes Spiel für die Elftal bestritt Bouma am 30. Mai 2012 bei dem 2:0-Sieg gegen die Slowakei. Er stand noch im Kader der Niederlande bei der Fußball-Europameisterschaft 2012. Er kam bei diesem Turnier jedoch zu keinem Einsatz.

## Erfolge
- Niederländischer Meister: 1997, 2000, 2001, 2003, 2005 mit der PSV Eindhoven
- Niederländischer Pokalsieger: 1996, 2005, 2012 mit der PSV Eindhoven
- Niederländischer Supercupsieger: 1996, 1997, 2000, 2001, 2002 mit der PSV Eindhoven
- Teilnahme an der Fußball-Europameisterschaft 2004 in Portugal (4 Spiele/1 Tor)